# Nippes
Nippes, (haitisk kreol: Nip) är en av 10 departement (département) i Haiti. Huvudort är Miragoâne. Departementet har 266 379 invånare (2003 års folkräkning) och en yta på 1 219 km². Den gränsar till regionerna Grand'Anse, Sud, Sud-Est och Ouest.
Nippes är den senast tillkomna provinsen i Haiti. Den delades ur provinsen Grand'Anse 2003. 

## Administrativ indelning
Departementet är indelat i 3 arrondissement (arrondissements) som i sin tur är indelade i 11 kommuner (communes).
- Miragoâne
  1. Miragoâne
  2. Petite Rivière de Nippes
  3. Fonds-des-Nègres
  4. Paillant
- d'Anse-à-Veau arrondissement
  1. Anse-à-Veau
  2. L'Asile
  3. Petit-Trou-de-Nippes
  4. Plaisance-du-Sud
  5. Arnaud
- Barradères arrondissement
  1. Barradères
  2. Grand Boucan